# Bledius parvicollis
Bledius parvicollis är en skalbaggsart som beskrevs av Thomas Casey 1889. Bledius parvicollis ingår i släktet Bledius och familjen kortvingar. Inga underarter finns listade i Catalogue of Life.